# Најдужа зграда у Београду
Најдужа зграда у Београду, дужине од скоро 1000 метара, налази се у блоку 21, у општини Нови Београд.

## Историја
Процеси пројектовања и изградње трајали су у периоду од 1960. до 1966. године, и то је био последњи изведени објекат према оригиналном решењу урбанистичко-архитектонске целине Блока 21. Зграда је дело  групе "Београдских пет" (активне између 1954. и 1970. године), коју су чиниле следеће архитекте: Леонид Ленарчич (1932-2011), Милосав Миша Митић (1932-1970), Иван Петровић (1932-2000) Иван Симoвић (1932-2012) и Михаило Чанак (1932-2014).
У то време, изградња објекта је представљала велики грађевински подухват. Објекат, по пројекту - "стамбени блок Б-7", је предвиђен за стамбено збрињавање војних лица. Пројектант Чанак је у једном интервјуу изјавио да су му минималистички захтеви инвеститора били највећа отежавајућа околност.

## Име зграде
Зграда носи два неформална назива Ламела и Меандер, а службени назив је стамбени блок "Б-7"

## Изглед зграде
Према Чанковој класификацији, зграда Меандра припада такозваној индустријској модерни.  
Зграда се састоји од девет ламела, спојених тако да образују двоструко латиничко слово S. Има приземље, 4 спрата и поткровну етажу са кровном терасом. Има 62 улаза, са укупно 798 станова.
Према Марковићу, у њој је, по усељењу првих станара, живело око 3 500 људи, зграда је имала 6 380 врата и 5 152 прозора.
Mеандер је изграђен у средишњем делу блока, а налази се на чак четири различите адресе, односно ламеле припадају следећим улицама: Булевар Михајла Пупина 15-43 и 47-81, Булевар Зорана Ђинђића 30-40 и 46-62, Улица Милентија Поповића 2-14 и улица Антифашистичке борбе 1-13.